# ديفني
ديفني (بالإنجليزية: Daphne)‏ هي مدينة أمريكية تقع في ولاية ألاباما.تبلغ مساحة هذه المدينة 36.5 (كم²)،ويبلغ عدد سكانها 21570 نسمة حسب إحصاء سنة 2010 م.تشير الإحصاءات بأن الكثافة السكانية في هذه المدينة تقدر بـ(454.3) نسمة/كم2.

## أعلام
- دان جينينغز
- أبو منصور الأمريكي
- بات وايت
- جيريمي كلارك
- ريان أندرسون